# Wiener Werkstätte
Wiener Werkstätte GmbH (Vídeňské umělecké dílny), byly uměleckořemeslné dílny založené Josefem Hoffmannem, Kolomanem Moserem a Fritzem Waerndorferem. Působily mezi lety 1903-1932.
Inspirováni britským hnutím Arts & Crafts, usilovali zakladatelé o obnovu výtvarných i technických kvalit umělecko-řemeslných výrobků. Návrhy vytvářené předními designéry (Josef Hoffmann, Koloman Moser, Carl Otto Czeschka, Dagobert Peche, Josef Wimmer-Wisgrill, Otto Prutscher a další) realizovali zkušení řemeslníci tradičními výrobními postupy i s použitím moderních strojů. Wiener Werkstätte byly rozdělené do oddělení (kovozpracující, nábytkové, knihvazačské, módní, keramické, z počátku byl součástí i architektonický ateliér). Řadu návrhů tvůrců Wiener Werkstätte realizovaly externí firmy. Především sortiment, který nemohly dílny vzhledem k technickému zázemí vyrábět samy: bytový textil (Johann Backhausen & Söhne), sklo (Lobmeyr, Johann Oertel & Co). Dále spolupracovaly s výrobci zboží, které sice vyráběly také, ale z kapacitních důvodů zadávaly výrobu jinam: nábytek (Portois & Fix, Friedrich Otto Schmidt), šperky (Josef Souval).
Po stránce výtvarné zpočátku sledovali britské vzory. Velmi záhy ale vytvořili osobitý styl, který inspiroval tvůrce v zahraničí a byl také jedním z kořenů evropského Art Déca. Wiener Werkstätte zanikly v důsledku hospodářské krize v roce 1932. Archiv firmy byl převeden do Rakouského muzea pro umění a průmysl (dnešní Museum für angewandte Kunst, Vídeň.
Produkce Wiener Werkstätte byla významně podporovaná mecenáši, řada výrobků byla uplatněna v interiérech staveb navrhovaných Josefem Hoffmannem.

## 1903 - 1914, éra Fritze Waerndorfera

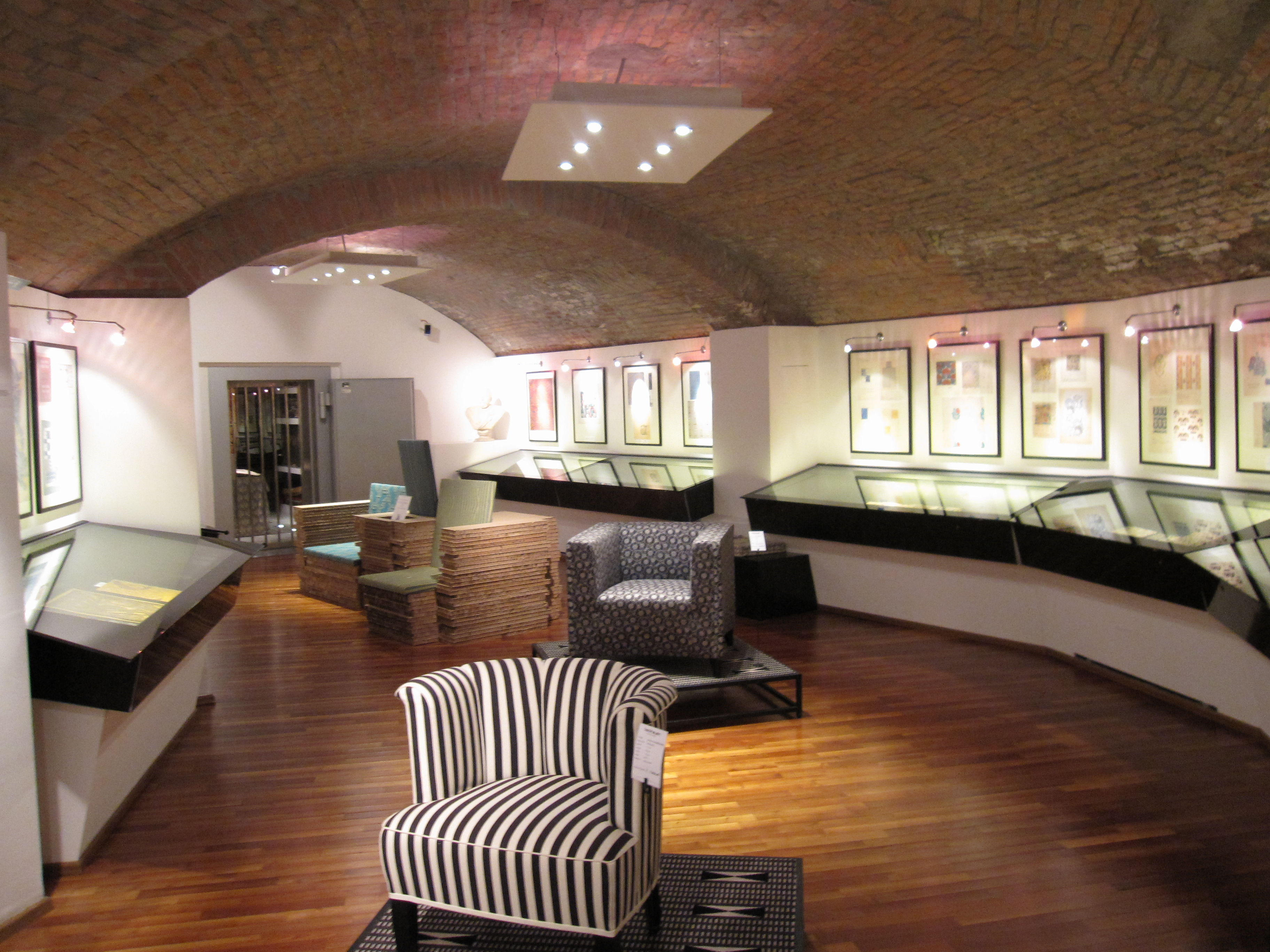
Expozice Wiener Werkstätte Museum ve Vídni

Prvním mecenášem Wiener Werkstätte byl průmyslník Fritz Waerndorfer. Značná část produkce Wiener Werkstätte byla navržena a vyrobena pro interiéry jeho domu ve Vídni, pro jeho příbuzné a nejbližší známé. Návrhy nejstarších výrobků z roku 1903 ještě po formální stránce vycházely z britských vzorů (vázy, dózy, kolekce sportovních pohárů). Roku 1904 se objevují první příklady nádob vytvářených z perforovaného plechu (stříbro, lakovaný plech). Design se výrazně zjednodušuje, formy se geometrizují. Po roce 1905 jsou plochy stále více dekorované, dominuje stylizovaný rostlinný ornament. Tvůrci se inspirují lidovým uměním, biedermeierem. Pro Wiener Werkstätte pracuje několik desítek designérů: Carl Otto Czeschka, Bertold Löffler, Otto Prutscher ad. Roku 1907 opouští pro neshody s Waerndorferem Wiener Werkstätte Koloman Moser.

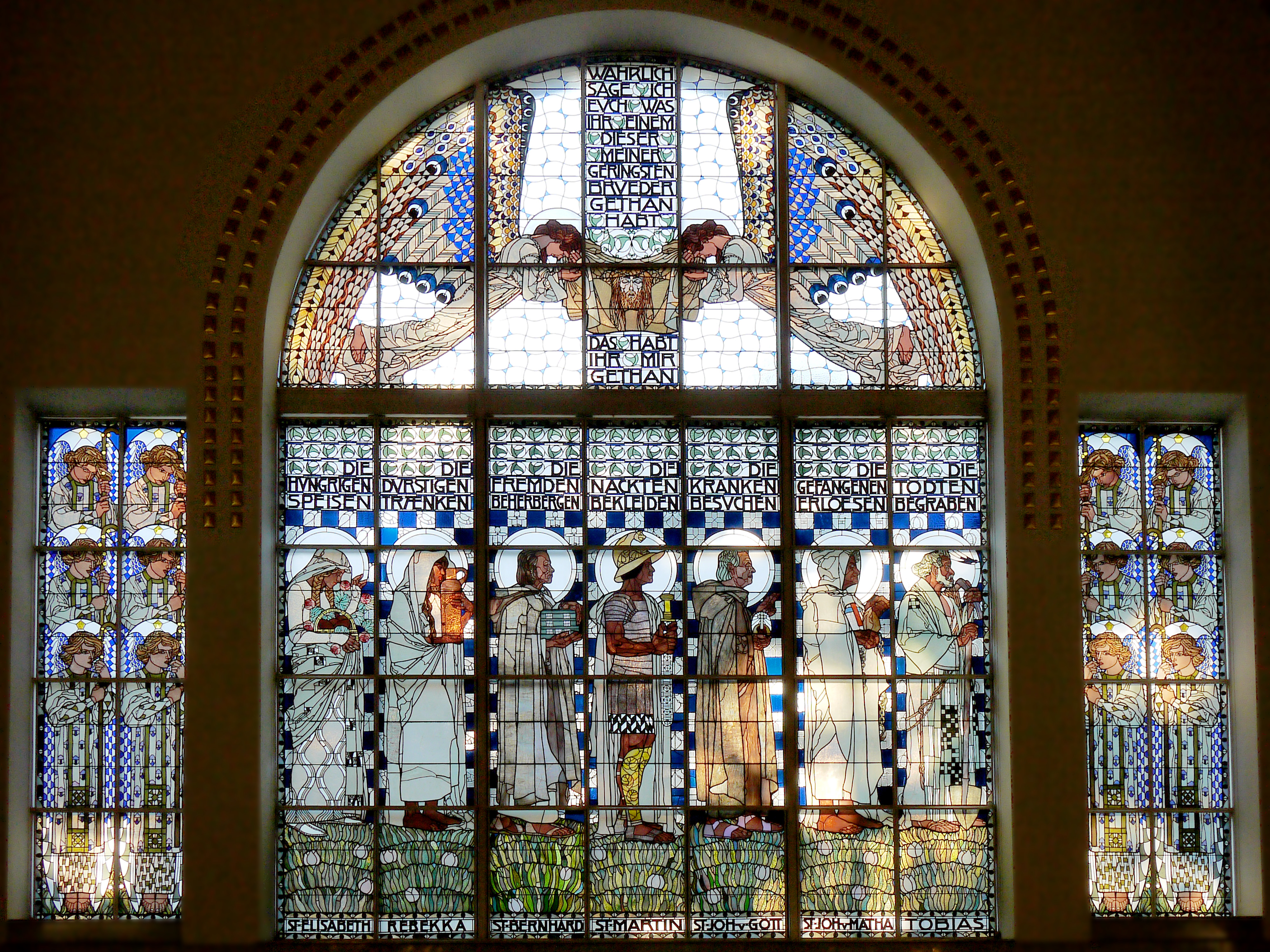
Vitráž v Kirche am Steinhof ve Vídni, navržená Kolomanem Moserem.

Dílny sídlily na Neustiftgasse 32, od roku 1912 přikupují další prostory na Döblergasse 12. V centru Vídně měly vlastní prodejny, roku 1909 otevřely prodejnu v Karlových Varech. Největší rozmach zažívaly dílny v období kolem roku 1910, kdy zaměstnávaly přes stovku designérů, řemeslníků. Fritz Waerndorfer se posléze díky špatným investicím dostal do finančních potíží, opustil Wiener Werkstätte a roku 1914 emigroval do USA.

Vstupní hala sanatoria v Purkersdorfu

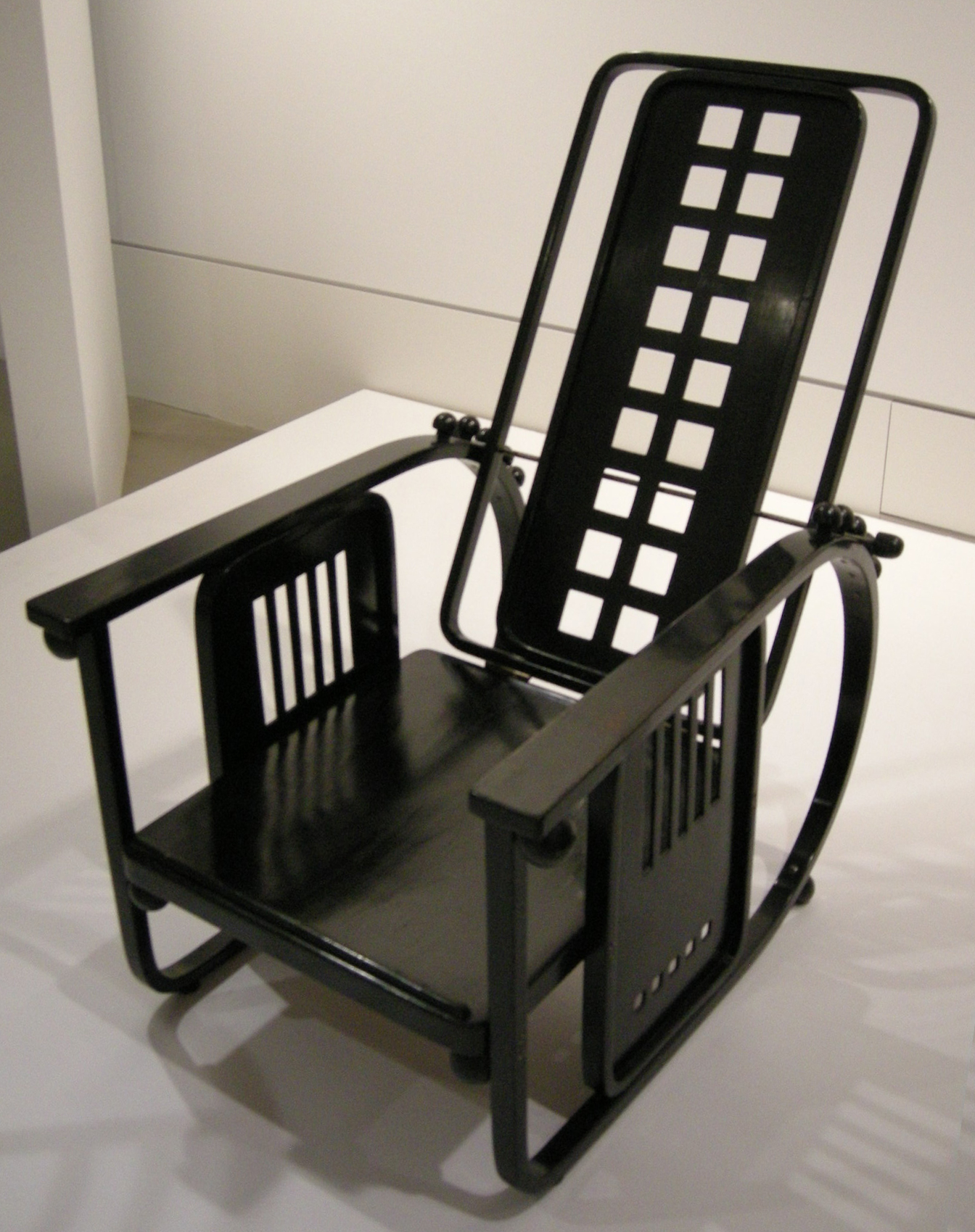
Známé polohovatelné křeslo Josefa Hoffmanna

Josef Hoffmann navrhoval v architektonickém ateliéru Wiener Werkstätte stavby, které byly zařizovány výrobky dílny:
- Dům pro hosty hutí Poldi v Kladně (Poldihaus), pro Karla Wittgensteina, 1903
- Sanatorium v Purkersdorfu u Vídně, pro Victora Zuckerkandla, 1904
- Zařízení bytu Jeroma a Margaret Stoneborough-Wittgenstein v Berlíně, 1905
- Vybavení ateliéru Gustava Klimta ve Vídni, 1905
- Dům rodiny Beer - Hoffmann ve Vídni, 1905
- interiér kabaretu Fledermaus ve Vídni, 1907
- 1905 - 1911 vzniká nejvýznamnější realizace Josefa Hoffmanna a Wiener Werkstätte, palác pro bankéře Adolpha Stocleta v Bruselu
Roku 1911 Josef Hoffmann kvůli organizačním problémům oddělil architektonický ateliér z komplexu Wiener Werkstätte, nadále využíval produkci dílen pro zařizování interiérů domů, které navrhoval.
- vila Skywa - Primavesi ve Vídni, 1914 - 1915
- venkovský dům rodiny Primavesi v Koutech nad Desnou.

## 1915 - 1924, éra Otta Primavesi
Otto Primavesi byl přední rakouskouherský bankéř. Manželka Eugenie (Mäda) roz. Butscheková, vídeňská herečka, ho přivedla k obdivu umění. V letech 1905-1906 si nechali vystavět reprezentativní vilu v Olomouci. Přes sochaře Antona Hanaka, který se podílel na zařízení interiéru vily, se seznámili s Josefem Hoffmannem. Zadali mu úpravy budovy olomoucké banky, interiéru vily a především stavbu letního sídla v Koutech nad Desnou (1913-1915). Interiéry byly vybaveny výrobky Wiener Werkstätte. Tato zakázka přenesla dílny složitým obdobím první světové války. Finanční krize roku 1914 donutila pozměnit směr produkce Wiener Werkstätte směrem od kusové exkluzivity k masovější výrobě. Během války narukovala řada designérů i řemeslníků do armády a mnozí z nich se nevrátili. Dílny začaly zaměstnávat mnohem více žen, proto na významu začal nabývat módní a keramický ateliér. Vedle Josefa Hoffmanna se prosazují designéři Dagobert Peche, Josef Wimmer-Wisgrill, Vallly Wieselthier ad. Roku 1916 byla otevřena prodejna v Mariánských Lázních, 1917 v Zurichu, 1922 v New Yorku.

## 1925 - 1926, éra Mädy Primavesi
Kvůli finančním potížím bankovního domu Primavesi se Otto rozhodl odstoupit z vedoucího místa Wiener Werkstätte, aby tak zabránil možnosti sanování dluhů banky majetkem dílen. Vedení převzala jeho žena Mäda, která se už dříve velmi aktivně podílela na chodu Wiener Werkstätte. Dílny se orientovaly zejména na módní produkci. Pořádaly módní přehlídky ve Vídni, Rakousku, Evropě i v zámoří. V roce 1925 se úspěšně prezentovaly na Mezinárodní výstavě dekorativních umění v Paříži. Následujícího roku však rodina Primavesi podlehla finančním problémům a Otto se zastřelil.
Roku 1929 byla otevřena prodejna v Berlíně.

## 1927 - 1929, éra Kuno Grohmanna
Po rodině Primavesi se stal hlavním mecenášem Wiener Werkstätte textilní průmyslník Kuno Grohmann pocházející z Vrbna pod Pradědem. Josef Hoffmann zde vystavěl pro jeho bratra Fritze Grohmanna vilu (1920-1921) a Kunovi navrhl úpravy interiéru jeho zámku a také několik variant domů pro zaměstnance továrny. Kuno usiloval o zvýšení orientace Wiener Werkstätte na průmyslovou výrobu, svůj vliv na chod dílen si stále uchovávala i Mäda Primavesi. Roku 1928 oslavily Wiener Werkstätte výročí 25 let existence. Rokem 1929 po krachu na burze v New Yorku vyhlásil bankrot i Kuno Grohmann.

## 1930 - 1932, éra Alfreda Hofmanna
Snahy Josefa Hoffmanna o získání nového mecenáše přivedly do čela dílen dalšího z jeho klientů - Alfreda Hoffmanna, který se pokusil o racionalizaci výroby. V důsledku finanční krize vyzněly pokusy o záchranu Wiener Werkstätte na prázdno. Roku 1932 byly dílny likvidovány. Neprodané zboží bylo vydraženo 10. - 15. září 1932 na aukci za velmi nízké ceny. V roce 1939 byl proveden výmaz společnosti z registru firem.
Josef Hoffmann roku 1948 usiloval spolu s bývalými kolegy i mladými designéry otevřít dílny nyní pod názvem Österreichische Werkstätte znovu, jejich existence však byla velmi krátká. Avšak značka Wiener Werkstätte byla obnovena v roce 1969.

## Galerie

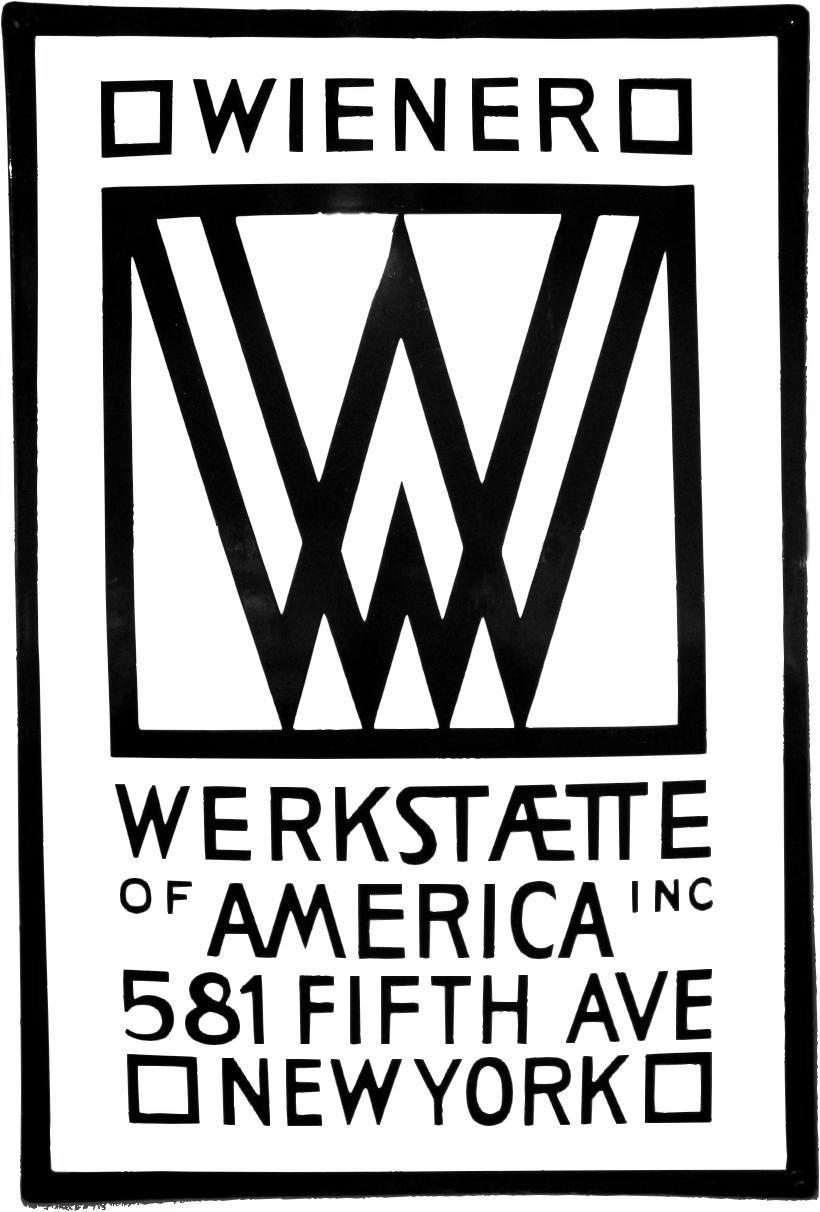
Logo newyorské pobočky Wiener Werkstätte
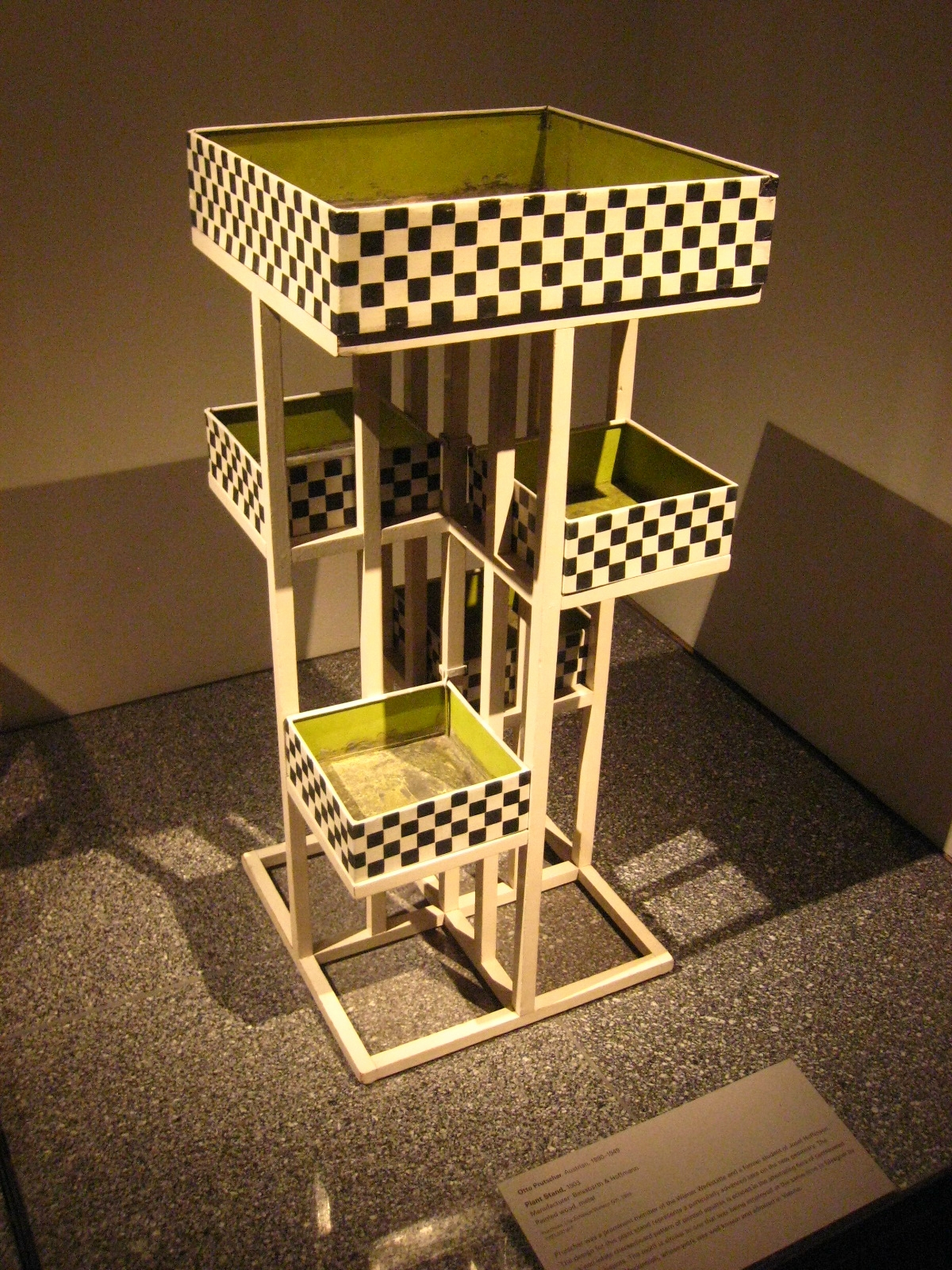
Stojan na květiny s typickou šachovnicí. 1903 – Otto Prutscher